# Вен, Стефан
Стефан Патрик Вен (нидерл. Stephan Patrick Veen; род. 27 июля 1970, Гронинген) — нидерландский хоккеист на траве, полузащитник и нападающий. Двукратный олимпийский чемпион 1996 и 2000 годов, участник летних Олимпийских игр 1992 года, двукратный чемпион мира 1990 и 1998 годов. Дважды признавался лучшим хоккеистом мира в 1998 и 2000 годах.

## Биография
Стефан Вен родился 27 июля 1970 года в нидерландском городе Гронинген.
Играл в хоккей на траве за «Дутинхем», «Упвард», ХДМ из Гааги и ХГК из Вассенара. Дебютировал в чемпионате Нидерландов в 1988 году. В первые годы карьеры действовал на позиции нападающего, однако затем переквалифицировался в полузащитника. В составе ХГК дважды становился чемпионом Нидерландов в 1990 и 1996 годах.
14 января 1989 года дебютировал в составе сборной Нидерландов в Лакхнау матче против Малайзии (5:1).
В 1990 году завоевал золотую медаль на чемпионате мира в Лахоре. Мячей не забивал.
В 1992 году вошёл в состав сборной Нидерландов по хоккею на траве на летних Олимпийских играх в Барселоне, занявшей 4-е место. Играл в поле, провёл 7 матчей, забил 2 мяча в ворота сборной Пакистана.
В 1996 году вошёл в состав сборной Нидерландов по хоккею на траве на летних Олимпийских играх в Атланте и завоевал золотую медаль. Играл в поле, провёл 7 матчей, мячей не забивал.
В 1998 году завоевал золотую медаль чемпионата мира в Утрехте. Забил первый из трёх мячей сборной Нидерландов в финале против Испании (3:2 доп. вр.). Был капитаном команды.
В 2000 году вошёл в состав сборной Нидерландов по хоккею на траве на летних Олимпийских играх в Сиднее и завоевал золотую медаль. Играл в поле, провёл 7 матчей, забил 7 мячей (три в ворота сборной Южной Кореи, два — Великобритании, по одному — Канаде и Германии). В финале против южнокорейцев не только забил все три гола сборной Нидерландов, но и реализовал решающий штрафной. Был капитаном команды.
Дважды выигрывал медали Трофея чемпионов: бронзу в 1999 году в Брисбене и золото в 2000 году в Амстелвене.
Международная федерация хоккея на траве дважды признавала Вена лучшим игроком мира — в 1998 и 2000 годах.
В 1989—2000 годах провёл за сборную Нидерландов 277 матчей, забил 113 мячей.
В 2012 году на время летних Олимпийских игр в Лондоне именем Вена была названа одна из станций лондонского метро.

## Семья
Отец — Ситзе Вен (род. 1946), нидерландский футболист и функционер.
Жена — Сюзан ван дер Вилен (род. 1971), нидерландская хоккеистка на траве. Двукратный бронзовый призёр летних Олимпийских игр 1996 и 2000 годов.
Сын — Лукас Вен (род. 2004), нидерландский хоккеист на траве. В 17-летнем возрасте дебютировал в чемпионате Нидерландов в составе ХГК.